# Куеста
Куести (на испански: cuesta – откос, планински склон) са несиметрични планински ридове и отстъпи в релефа, образувани по пътя на разрушаването на наклонените на една страна (моноклинални) напластявания, състоящи се от редуващи се пластове с различна твърдост. Полегатият склон на куестите съвпада с по-твърдите скални пластове, а стръмният – с по-меките, разрушени и денудирани пластове. Куестите се разполагат предимно по краищата на големи антиклинални гънки или куполовидни издигания. При слаб наклон или при запазено хоризонтално разположение на пластовете се образуват куестови стъпала. Най-известни са куестите по северните склонове на Кавказ, в Кримските планини, Парижкия басейн във Франция и др. У нас такъв строеж имат Поповските височини и Авренското плато.